# Afaq Melikova
 (décembre 2020).
Afaq Melikova (en azéri : Afaq Süleyman qızı Məlikova), née le 18 janvier 1947 à Bakou, est une danseuse et une artiste soviétique azerbaïdjanaise.

## Jeunesse
Son enfance a coïncidé avec les années difficiles de l'après-guerre. Voyant le grand intérêt de sa fille pour la danse, ses parents l'ont inscrite à l'école de chorégraphie de Bakou.La jeune femme suit les cours de Leyla Vekilova et passe au titre d'artiste populaire

## Carrière
Afag était soliste de l'Ensemble de chants et de danses d'État d'Azerbaïdjan en 1963-1974. Depuis 1974, elle est soliste et entraîneur de l'Ensemble de danse d'État d'Azerbaïdjan. Le répertoire d'Afag khanum, interprète de danses folkloriques azerbaïdjanaises, comprend des danses folkloriques orientales.
Elle s'est produite dans plusieurs pays étrangers (Turquie, UDI, Pologne, France, Angleterre, Canada, Portugal, Allemagne, Espagne, etc.)
Depuis 1982, elle travaille comme directrice artistique de l'Ensemble Natioanal de danse.

## Décorations
- Titre honorifique "Artiste du peuple de la RSS d'Azerbaïdjan" - 11 janvier 1978
- Ordre de gloire - 28 décembre 2001
- Ordre d'honneur - 16 mai 2017[2]